# 마츠오카 미사토
마츠오카 미사토(일본어: 松岡 美里 마쓰오카 미사토[*], 2001년 3월 23일 ~ )는 일본의 성우이다. 효고현 출신. 아임 엔터프라이즈 소속.

## 작품

### TV 애니메이션
2025년
- 너와 아이돌 프리큐어♪ - 사쿠라 우타 / 큐어 아이돌
- 배드 걸 - 스즈카제 스즈